# Margaret Mahy
Margaret Mahy (Whakatane, 21 de març de 1936 - Christchurch, 23 de juliol de 2012) va ser una escriptora neozelandesa de llibres per a infants i joves. Va escriure més de 100 àlbums il·lustrats, 40 novel·les i 20 reculls de contes. Va ser una de les guanyadores de la medalla internacional Hans Christian Andersen per la seva "constant contribució a la literatura infantil". La seva obra ha estat traduïda a diverses llengües.

## Biografia
Margaret Mahy va néixer a Whakatane, Nova Zelanda, filla d'un constructor i d'una mestra. Abans de dedicar-se a l'escriptura va exercir primer com a auxiliar d'infermeria i més tard, i després de llicenciar-se com a bibliotecària, va exercir com a tal a la biblioteca pública de Petone, al Servei de biblioteca escolar de Christchurch, i a la biblioteca pública de Canterbury.
Va ser en aquesta última etapa quan va començar a escriure les primeres històries i poemes, però va ser rebutjada en diverses ocasions pels editors neozelandesos. No va ser fins a l'any 1961 que la publicació The School Journal va publicar dos dels seus textos. A partir de llavors va començar a dedicar-se exclusivament a l'escriptura, acumulant una producció de més de 120 títols que han estat traduïts a 15 idiomes diferents.
La seva tasca ha estat reconeguda amb premis de prestigi internacional, entre els quals destaquen la Medalla Carnegie i la Medalla Hans Christian Andersen. L'any 1993 va ser distingida amb l'Orde de Nova Zelanda.

## Obra
L'obra de Margaret Mahy es caracteritza per parlar de problemes quotidians a través de fenòmens sobrenaturals. Podem trobar part de la seva extensa obra traduïda al català:
- El Segrest de la bibliotecària (The Great Piratical Rumbustification & The Librarian and the Robbers, 1978)
- Robots rovellats i oncles eixelebrats (Raging Robots and Unruly Uncles, 1981)
- L'embruixament (The Haunting, 1982)
- L'estrafolari viatge dels pirates (The Pirates' Mixed-up Voyage, 1983)
- La porta de l'aire (The Door in the Air and Other Stories, 1988)
- Sang i fetge al pic de l'Huracà (The Blood-and-thunder Adventure on Hurricane Peak, 1989)
- Espais perillosos (Dangerous spaces, 1991)
- Fredoroses, fregitel·les i frigorífics (Tingleberries, Tuckertubs and Telephones, 1995)

- A l'abocador amb en Dinsmore (Down in the Dump with Dinsmore, 1999)
- Sota la butaca (Down the Back of the Chair, 2006)